# 長柄武器
長柄武器，又稱長桿武器或長兵器，是有一個長桿形握柄的武器，包括銳器與鈍器，長桿用來增加攻擊距離與打擊力量。
长兵器常見有兩種意思，一是指弓、弩、銃一類的射擊武器。第二種意思是指長柄武器，长兵器作長柄武器的称谓時是与较短的手持格斗兵器比较而言的。一般将不及身长、多用双手操持的冷兵器列为长兵器。
中國武術中最常見的是槍、棍、大刀三種。其他常見的長柄兵器有：
- 钺是长柄重斧，商和周朝常用。
- 叉是一種常见兵器，古代多為獵戶或渔户所用。
- 戟最早出现於商朝，在南北朝以前是一種流行的兵器。
- 槊在秦汉之际非常盛行，适用於骑马打战。
- 鏟、耙是一種不多見的兵器，最早是農村用來除草的工具。
- 钂是明代始有的長柄兵器，其形制如叉，末端正中有尖頭，稱為正鋒。